# Optički neuritis
Optički neuritis je upala vidnog živca koja može uzrokovati potpun ili djelomični gubitak vida.

## Uzroci
Optički živac čine aksoni koji polaze iz retine i nose vizualne informacije primarnim jezgrama za vid koje ih prosljeđuju okcipitalnom korteksu mozga gdje su „prerađene“ u vid. Upala optičkog živca uzrokuje gubitak vida zbog otoka ili oštećenja mijelinske ovojnice koja prekriva optički živac. Oštećenje samih aksona također u mnogo slučajeva može igrati ulogu u oštećenju živca.
Najčešća etiologija je multipla skleroza. Do 50% pacijenata s multiplom sklerozom iskusi epizodu optičkog neuritisa, a u 20% do 30% slučajeva optički neuritis je indikator multiple skleroze. 
Prisutnost ozljeda na mijelinskoj ovojnici na bijeloj tvari na nalazu magnetske rezonance u vrijeme pojave optičkog neuritisa je snažan indikator razvoja klinički dijagnosticirane multiple skleroze. Gotovo pola pacijenata s optičkim neuritisom imaju ozljede na bijeloj tvari što upućuje na multiplu sklerozu. Na pregledu nakon pet godina, ukupan rizik razvoja multiple skleroze je 30% s ili bez ozljeda na nalazu magnetske rezonance. Pacijenti s urednim nalazom magnetske rezonance još uvijek mogu razviti multiplu sklerozu (16%), ali puno rjeđe u usporedbi s pacijentima s tri ili više ozljeda na nalazu magnetske rezonance (51%). Međutim, gotovo pola (44%) pacijenata s ozljedama na mijelinskoj ovojnici na nalazu magnetske rezonance ne obole od multiple skleroze deset godina kasnije.
Drugi uzroci uključuju virusno-bakterijske infekcije (npr. herpes zoster), autoimune poremećaje, chloramphenicol (chloramphenicolum) i upalu žila (vaskulitis) koje opskrbljuju optički živac. Etambutol, lijek koji se koristi za liječenje tuberkuloze, također može uzrokovati optički neuritis.  

## Simptomi
Glavni simptomi su iznenadan gubitak vida (djelomičan ili potpun) ili iznenadno mutan ili zamagljen vid, te bol koja se javlja pri kretnjama oka. Mnogi pacijenti s optičkim neuritisom gube boju u vidu pogođenog oka tako što se boje čine „ispranima“ u usporedbi sa zdravim okom. Jedno istraživanje je pokazalo da 92.2% pacijenata osjeća bol koja u 39.5% slučajeva prethodi gubitku vida.
Za vrijeme medicinskog pregleda glava optičkog živca može se lako vidjeti oftalmoskopom. Međutim, kod optičkog neuritisa često nema abnormalnih pojava na glavi živca, iako kod nekih pacijenata može biti natečena. U mnogo slučajeva samo je jedno oko pogođeno i pacijenti nisu svjesni gubitka boje u vidu dok ih doktor ne zamoli da pokriju zdravo oko.

## Epidemiologija
Optički neuritis uglavnom pogađa mlađe odrasle ljude između 18 i 45 godina, najčešće između 30 i 35 godina. Među pacijentima prevladavaju žene. Godišnja incidencija je približno 5/100 000, s prevalencijom procijenjenom na 115/100 000.

## Liječenje i prognoza
U većini slučajeva vid se normalizira unutar osam do deset tjedana, ali moguć je i potpun i trajan gubitak vida. Stoga se preporuča intravenozno liječenje kortikosteroidima koji mogu ubrzati zacjeljivanje optičkog živca, ali nemaju većeg utjecaja na oštrinu vida u jednoj godini u usporedbi s placebom. Intravenozno liječenje kortikosteroidima također smanjuje rizik od obolijevanja multiplom sklerozom pacijenata s ozljedama na mijelinskoj ovojnici unutar sljedeće dvije godine nakon što su ustanovljene magnetskom rezonancom, ali taj efekt se gubi u trećoj godini.

Paradoksalno je to što se pokazalo da oralno uzimanje kortikosteroida može uzrokovati učestalije napadaje nego što je to kod pacjenata koji nisu liječeni (iako se steroidi uglavnom propisuju pacijentima nakon intravenoznog tretmana da bi ih se odviknulo od lijekova). Ovaj učinak kortikosteroida je zabilježen samo u slučajevima optičkog neuritisa, a ne i u ostalim bolestima koje se liječe kortikosteroidima.
Samo ponekad, ako se istovremeno povisi i intrakranijalni tlak, može se prerezati ovojnica oko optičkog živca da bi se tlak snizio.  
Kad je optički neuritis povezan s ozljedama vidljivim magnetskom rezonancijom koje ukazuju na multiplu sklerozu, tada se često prepisuje opća imunosupresivna terapija (metilprednizolonom koji se daje intravenozno može skratiti napade; prednizon koji se uzima oralno može povećati učestalost pogoršanja zdravstvenog stanja).